# 알베르토 비토리아
알베르토 비토리아 소리아(스페인어: Alberto Vitoria Soria; 1956년 1월 11일, 카스티야 이 레온 주 아그레다 ~ 2010년 4월 26일, 아라곤 주 사라고사)는 스페인의 전직 축구 선수로, 현역 시절 미드필더로 활약했다.

## 클럽 경력
비토리아는 카스티야 이 레온 주 소리아 도 아그레다 출신으로, 7남매 중 여섯째로 났다. 그는 모든 연령대를 통틀어 레알 마드리드에서 9년을 보냈고, 이 중 5년을 1군 선수로 활약했다. 그는 1974년 9월 7일 18세의 나이로 2-1로 이긴 발렌시아와의 원정 경기에서 52분을 소화하며 라 리가 신고식을 치렀다.
비토리아는 그리 많은 출전 기회를 잡지 못했지만, 1976-77 시즌에는 산티아고 베르나베우에서 1군 선수로 활약하며 가장 많은 출전 기록인 20경기 출전 1골을 기록했지만, 소속 구단은 그 시즌을 빈손으로 마무리했다. 1977년 2월 27일, 그는 소리아 도 출신으로는 처음으로 1부 리그 득점을 기록했는데, 4-2로 이긴 사라고사와의 안방 경기에서 득점을 올렸다.
1979년 여름에 88번의 공식 경기 출전을 기록하고 레알 마드리드를 떠난 비토리아는 부르고스에 입단했지만, 이적 첫 해에 1부 리그에서 강등당했다. 그는 이후 그라나다에서 3년(이 중 2년을 세군다 디비시온 B에서, 1년을 세군다 디비시온에서 보냈다) 더 활약하고 1985년 6월에 라요 바예카노에서 29세의 나이로 현역 은퇴를 선언했는데, 현역 마지막 해에 소속 구단은 2부 리그로 승격했다.

## 국가대표팀 경력
비토리아는 몽레알에서 열린 1976년 하계 올림픽에 스페인 선수단 일원으로 참가했지만, 스페인은 조별 리그 2패로 조기 탈락했다.(스페인은 이 대회에서 치른 경기가 이 둘이 전부였는데, 이는 대회 본선에서 나이지리아가 기권했기 때문이었다)

## 최후
2010년 4월 26일, 비토리아는 아라곤 주 사라고사에서 심부전으로 영면에 들었다. 그는 당시 54세였다.

## 수상
레알 마드리드
- 라 리가: 1974–75, 1975–76, 1977–78, 1978–79
- 코파 델 레이: 1974–75